# Plumbago dawei
Plumbago dawei är en triftväxtart som beskrevs av Robert Allen Rolfe. Plumbago dawei ingår i släktet blyblommor, och familjen triftväxter. Inga underarter finns listade i Catalogue of Life.